# سيرجي لافرينينكو
سيرجي لافرينينكو (و. 1972  م) هو راكب دراجة هوائية كازاخستاني، ولد في ساران، شارك في الألعاب الأولمبية الصيفية 1996، والألعاب الأولمبية الصيفية 2000.

## روابط خارجية
- سيرجي لافرينينكو على موقع أرشيف الدراجات (الإنجليزية)
- سيرجي لافرينينكو على موقع أوليمبيديا (الإنجليزية)